# Sterling County
Sterling County je okres ve státě Texas v USA. K roku 2010 zde žilo 1 143 obyvatel. Správním městem okresu je Sterling City. Celková rozloha okresu činí 2 391 km².